# Гоздовице
Гоздовице (пол. Gozdowice) — село в Польше, гмина Мешковице Грыфинского повята Западно-Поморского воеводства.
Расположено на северо-западе Польши, недалеко от немецкой границы, примерно в 11 км к западу от Мешковице и 55 км к югу от г. Грыфино и в 75 км к югу от столицы региона Щецина.
Находится на р. Одер.

## Население
| Год  | Количество жителей |
| 1800 | 1000               |
| 1933 | 1132               |
| 1939 | 1081               |
| 2005 | 123                |
| 2011 | 116                |

## История
В XIII веке эти земли принадлежали епископам Бранденбургским. В 1320-х годах — князьям Померании. Впервые упоминается в 1337 году как нем. Güstebiese. В 1402 году земли были проданы Тевтонскому ордену. В 1701 отошли к курфюрст Бранденбурга Фридриху Вильгельму I.
В 1758 г. в окрестностях села произошло Цорндорфское сражение. В 1812 г. — Великая армия Наполеона форсировала р. Одер у села.
В феврале 1945 г. село было освобождено частями 5-й ударной армии 1-го Белорусского фронта от войск вермахта. В апреле 1945 года сапёры 1-й армии Войска Польского построили здесь понтонный мост через Одер для переправы частей 1-й польской армии (длина 275 м и грузоподъемность 16 тонн). 14-20 апреля 1945 года польские войска перешли реку, готовясь вместе с советскими войсками к Берлинской наступательной операции.
В августе 1945 г. по Потсдамскому соглашению, установившему западную границу Польши на Одере и Нейсе, село было разделено на Güstebieser Loose, отошедшее Германии, а правобережная Güstebiese, под названием Гоздовице — Польше.

## Достопримечательности
- Памятник сапёру
- Памятник 1-й армии Войска Польского
- Музей памяти инженерных войск 1-й армии Войска Польского
- Храм Непорочного Зачатия Пресвятой Девы Марии

## Персоналии
- Рунге, Отто (1875—1945) — немецкий антикоммунист, боец фрайкора, участник подавления Восстания спартакистов. Получил известность как один из убийц Карла Либкнехта и Розы Люксембург 15 января 1919 года.

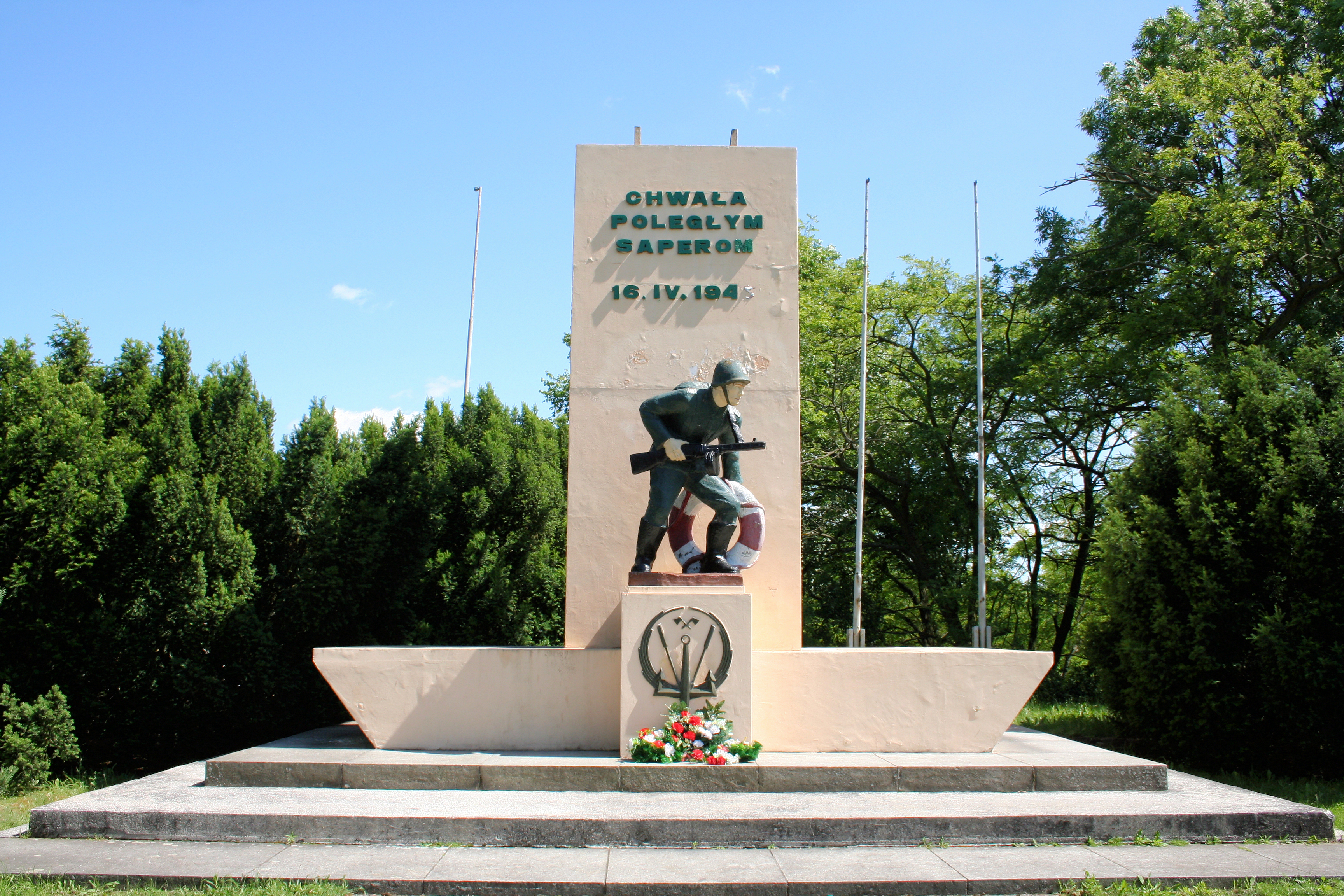
Памятник сапёру
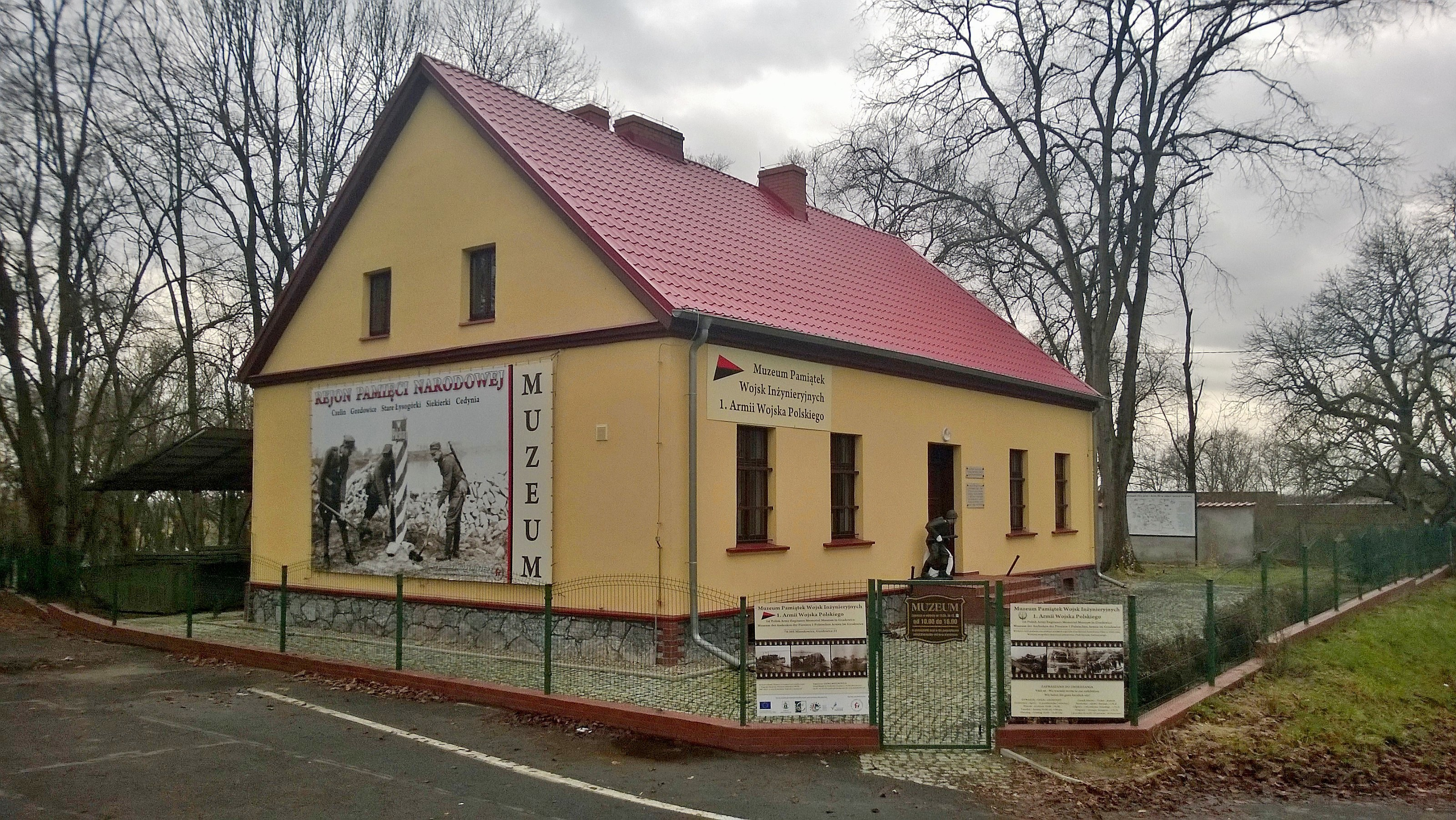
Музей памяти инженерных войск 1-й армии Войска Польского
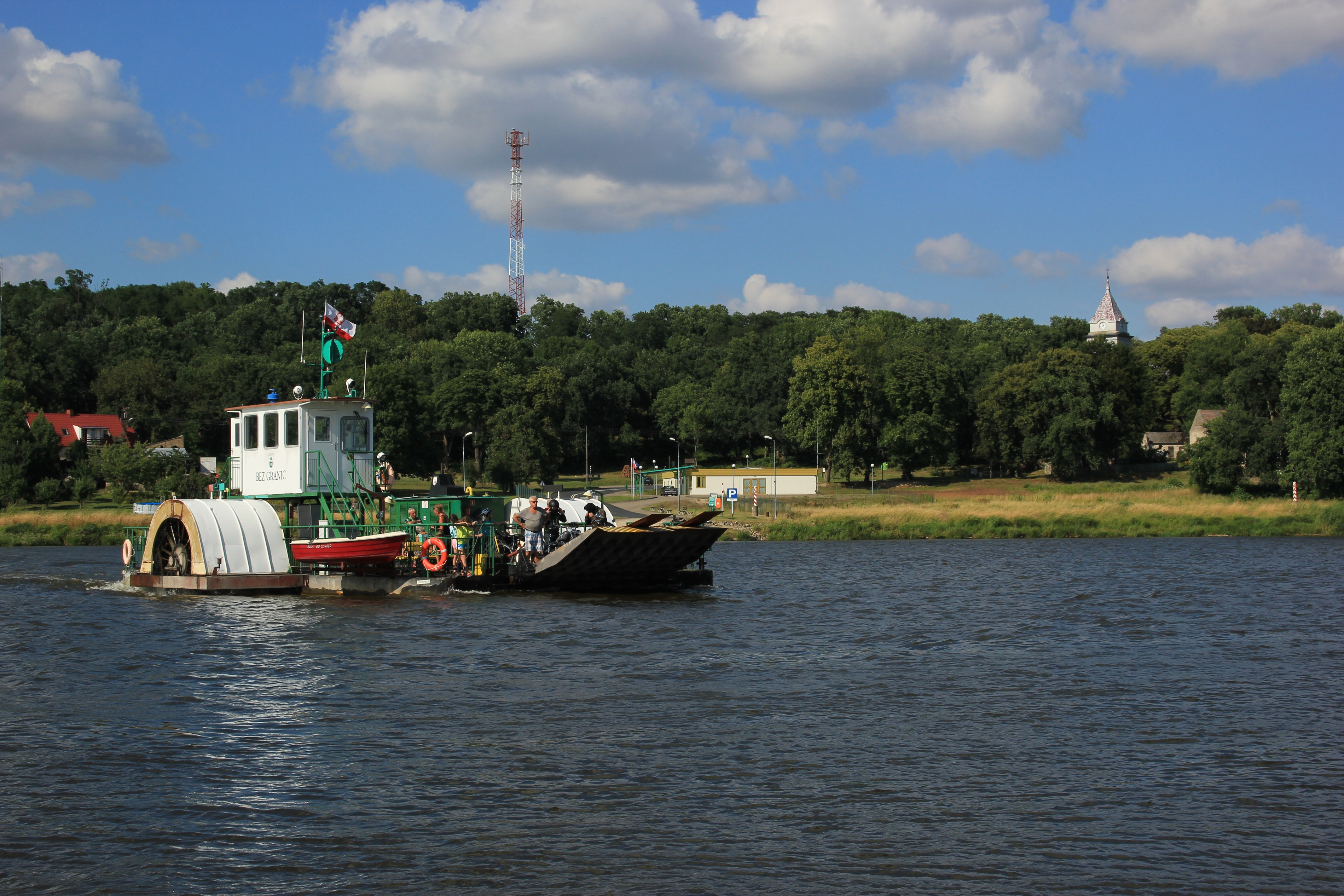
Паромная переправа через р. Одер
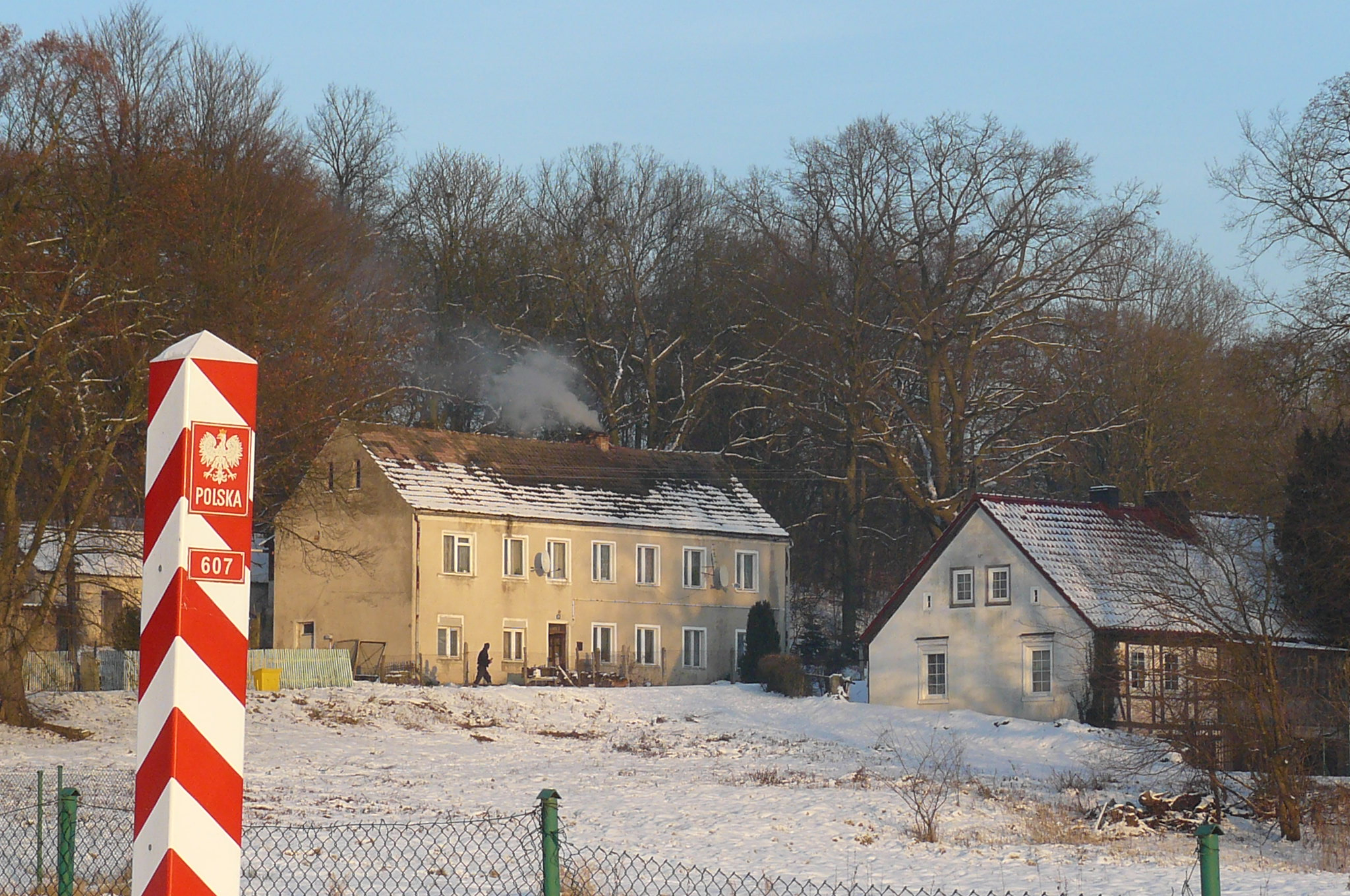
Граница